# Treme (sèrie)
Treme (IPA: [tɹəˈmeɪ]) és una sèrie de televisió estatunidenca creada per David Simon i Eric Overmyer. Tremé és un barri de la ciutat de Nova Orleans. La sèrie comença tres mesos després del pas de l'Huracà Katrina, quan els habitants de Nova Orleans, incloent músics, xefs, indis del Mardi Gras i altres ciutadans anònims intenten reconstruir les seves vides, les seves cases i la seva particular
cultura i encara pateixen les seqüeles de l'huracà del 2005.
El primer capítol de la sèrie, de 80 minuts, es va emetre a la cadena per cable HBO l'11 d'abril de 2010. Va concloure el 29 de desembre de 2013, després de quatre temporades i 36 episodis.
Als Països Catalans s'ha pogut veure la versió doblada al castellà en el canal de pagament TNT.

## Personatges
- Antoine Batiste (Wendell Pierce): Un trombonista que està constantment a l'espera de la següent actuació, Antoine viu amb la mare de la seva filla de mesos. No acostuma a veure gaire sovint els dos fills que té amb la seva ex-muller LaDonna, en part perquè no té cotxe des de l'huracà i depèn de taxis i transports públics.

- LaDonna Batiste-Williams (Khandi Alexander): LaDonna és la mestressa d'un bar de Nova Orleans. També cuida de la seva mare anciana, que no vol abandonar la ciutat per por que Daymo, el germà petit de LaDonna, que està absent des de l'huracà, torni i no trobi a la família a casa. Viu a cavall entre Nova Orleans i Baton Rouge, on viuen els fills del primer matrimoni i el seu actual marit, un dentista.

- Creighton Bernette (John Goodman) i Toni Bernette (Melissa Leo): Creighton és professor d'anglès a la Universitat Tulane; la seva dona Toni és una advocada dels drets civils. Tenen una filla adolescent, Sofia (India Ennenga). Durant els últims anys, Creighton ha estat escrivint intermitentment una novel·la sobre la Gran Inundació del Mississipi de 1927. Toni treballa amb LaDonna per resoldre el misteri del parador de Daymo.

- Janette Desautel (Kim Dickens): Janette és una xef que lluita per mantenir el seu restaurant obert mentre espera que l'assegurança li pagui per les pèrdues ocasionades per l'huracà. Ella i Davis mantenen una relació ocasional però tumultuosa.

- Albert "Big Chief" Lambreaux (Clarke Peters): Albert és el cap d'una tribu d'indis del Mardi Gras (unes comparses afroamericanes del carnaval de Nova Orleans), molt respectat a la seva comunitat. Després de tornar a casa seva i trobar-se-la greument danyada, es trasllada al bar del veïnat on la seva tribu fa els assajos. Albert mira d'arreglar-lo mentre treballa per portar de tornada cap a la ciutat la resta de membres de la tribu, així com el seu fill Delmond.

- Delmond Lambreaux (Rob Brown): Delmond és un trompetista, fill d'Albert. Es troba més atret per la música i l'atmosfera de Nova York que per la de Nova Orleans.

- Davis McAlary (Steve Zahn): Músic i disc-jòquei a temps parcial, Davis és un admirador apassionat de Nova Orleans i la seva cultura. Busca constantment incitar la indignació social contra les injustícies comeses pel sistema.

- Annie (Lucia Micarelli) i Sonny (Michiel Huisman): Annie i Sonny són una parella d'artistes de carrer, que es guanyen la vida tocant música pels carrers del Barri Francès. Annie toca el violí i Sonny, que és d'Amsterdam, el teclat. Es van conèixer a Europa quan Annie feia un viatge amb la motxilla a l'esquena.

## Capítols
La primera temporada consta de 10 capítols, que es van emetre entre l'abril i el juny de 2010.
| Order | Episode                           |
| ----- | --------------------------------- |
| 1     | "Do You Know What It Means"       |
| 2     | "Meet De Boys On the Battlefront" |
| 3     | "Right Place, Wrong Time"         |
| 4     | "At the Foot of Canal Street"     |
| 5     | "Shame, Shame, Shame"             |
| 6     | "Shallow Water, Oh Mama"          |
| 7     | "Smoke My Peace Pipe"             |
| 8     | "All On a Mardi Gras Day"         |
| 9     | "Wish Someone Would Care"         |
| 10    | "I'll Fly Away"                   |